# Łabuń Wielki
Łabuń Wielki (niem. Labuhn) – wieś sołecka w Polsce położona w województwie zachodniopomorskim, w powiecie łobeskim, w gminie Resko, około  1,3 km na północny zachód od jeziora Łabuń.
W latach 1954–1957 wieś należała i była siedzibą władz gromady Łabuń Wielki, po jej zniesieniu w gromadzie Resko. W latach 1975–1998 miejscowość administracyjnie należała do województwa szczecińskiego.

## Zabytki
- park dworski, pozostałość po dworze[3]

W Łabuniu Wielkim mieści się agencja pocztowa.